# Walther P99

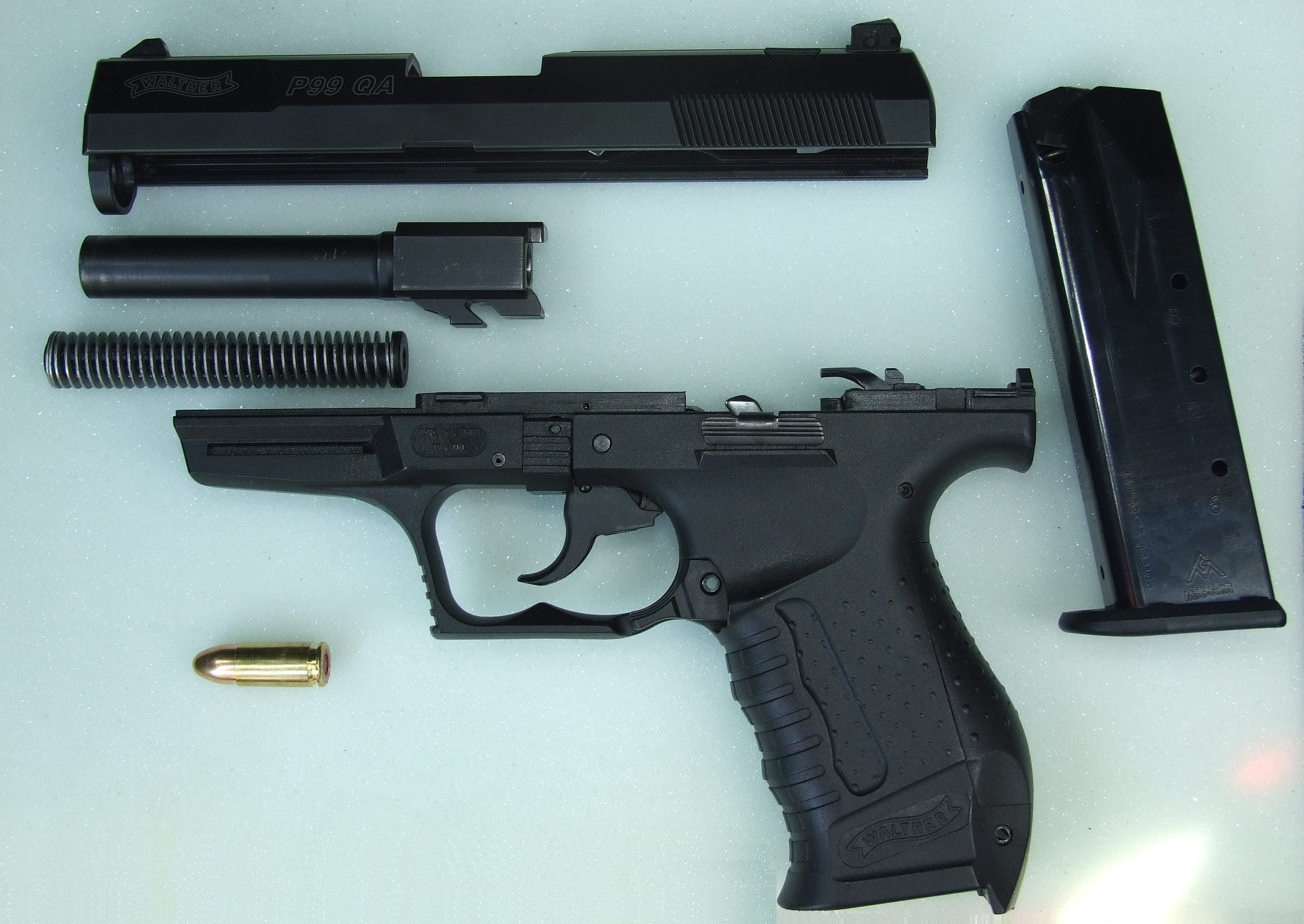
Field strip: teilzerlegte Walther P99

Die Walther P99 ist eine Pistole des deutschen Waffenherstellers Walther.

## Geschichte
Die Entwicklung der Pistole begann 1994. Im Jahr 1996 erreichte sie Marktreife. Auffälligstes Merkmal ist das Fehlen eines Hahns, die P99 besitzt stattdessen ein innenliegendes Schlagstück. Den Spannzustand des Schlagstückes kann man durch einen rückwärtigen roten Signalstift erkennen und ertasten. Der Ladezustand der P99 ist an der Ausziehkralle erkennbar.
Anfang 2023 gab Carl Walther bekannt, dass die Produktion der Walther P99 nach 26 Jahren eingestellt werde. Als letztes Modell geht die „Walther P99 AS Final Edition“ in Produktion.

## Technik
Die Waffe arbeitet nach dem Browning-System und hat eine 16-mm-Schiene unter dem Lauf für optoelektronische Zielhilfen. Es ist auch eine Schalldämpfermontage möglich, bei Einlegen eines besonderen längeren Laufes mit Schalldämpfergewinde. Bei Nichtgebrauch wird dieses Gewinde durch eine Gewindeschutzmutter abgedeckt.
Eine manuelle Sicherung, wie sie bei den meisten Selbstladepistolen üblich ist, ist nicht vorhanden, die Waffe ist im geladenen Zustand sofort schussbereit. Automatische Sicherungen, und bei der P99AS der so genannte Anti-Stress-Abzug, gewährleisten Schutz gegen eine ungewollte Schussabgabe.
Der Griffrücken ist austauschbar und kann verschiedenen Handformen und -größen angepasst werden. Das abgerundete Design führt dazu, dass sich die Waffe kaum verheddern kann, wenn sie verdeckt unter der Kleidung getragen wird.
Mit der S&W SW99 produzierte Smith & Wesson in Kooperation mit Walther eine Pistole, die der P99 ähnelt, aber zusätzlich noch im Kaliber .45 ACP erhältlich war.

## Modellvarianten
Es existieren drei Grundvarianten mit unterschiedlicher Bedienung:
Zum Einführen der ersten Patrone ins Patronenlager muss jeweils der Schlitten gezogen werden („fertigladen“).
- P99 QA („Quick-Action“):
  - Spannen: Beim Fertigladen wird der Verschluss teilvorgespannt. Wird die Waffe zwischendurch mit dem Drücker entspannt muss der Verschluss durch Zurückziehen des Schlittens (ca. 1 cm) erneut teilvorgespannt werden, ansonsten ist keine Schussabgabe möglich.
  - Alle Schüsse: Single Action
  - Entspannen: Entspanndrücker auf der Oberseite (gegenüber AS-Version kleinere Taste)

- P99 AS („Antistress“):
  - Spannen: Beim Fertigladen wird der Verschluss vorgespannt. Wird die Waffe zwischendurch mit dem Drücker entspannt, kann der Verschluss wahlweise durch Zurückziehen des Schlittens (ca. 1 cm) oder ebenso durch einen einzelnen per Double-Action abgegebenen Schuss erneut vorgespannt werden.
  - Erster Schuss: Nach dem Fertigladen Single Action, falls zwischendurch entspannt wurde Double Action („Antistress“ bedeutet längeren Abzugsweg beim ersten Schuss)
  - Weitere Schüsse: Single Action (Double Action falls zwischendurch der Entspanndrücker betätigt wird)
  - Entspannen: Entspanndrücker auf der Oberseite (gegenüber QA-Version größere Taste)

- P99 DAO („Double-Action-Only“)
  - Spannen: Entfällt
  - Sämtliche Schüsse: Double Action
  - Entspannen: Entfällt; der Verschluss ist nach jedem Schuss entspannt

Alle drei Varianten sind auch als Kompaktversion P99C erhältlich.
Die P99Q funktioniert wie das Grundmodell P99 QA nach dem Spannabzugsprinzip, so dass nach dem Durchladen das Schlagbolzenschloss teilgespannt ist. Erst durch das vollständige Zurückziehen des Abzugs wird das Schlagbolzenschloss gegen den Druck der Schlagfeder fertiggespannt und der Schuss durch das Vorschnellen des Schlagbolzens auf den Patronenboden ausgelöst. Zusätzliche Modifikationen an der P99Q bestehen darin, dass die Waffe zum einen zur Aufnahme von Zusatzgeräten eine Zubehörschiene aufweist und zum anderen, dass unter dem Griffrücken ein Transponder für Datenaufzeichnungen implementiert ist.
| Variante | Kaliber   | Gesamtlänge mm | Lauflänge mm | Höhe mm | Breite mm | Gewicht g | Max. Magazinfüllung |
| -------- | --------- | -------------- | ------------ | ------- | --------- | --------- | ------------------- |
| P99      | 9 × 19 mm | 180            | 102          | 135     | 32        | 605       | 15                  |
| P99      | .40 S&W   | 184            | 106          | 135     | 32        | 655       | 11                  |
| P99C     | 9 × 19 mm | 168            | 90           | 110     | 32        | 530       | 10                  |
| P99Q     | 9 × 19 mm | 180            | 102          | 135     | 34        | 685       | 15                  |
| 1.       |           |                |              |         |           |           |                     |

## Nutzer

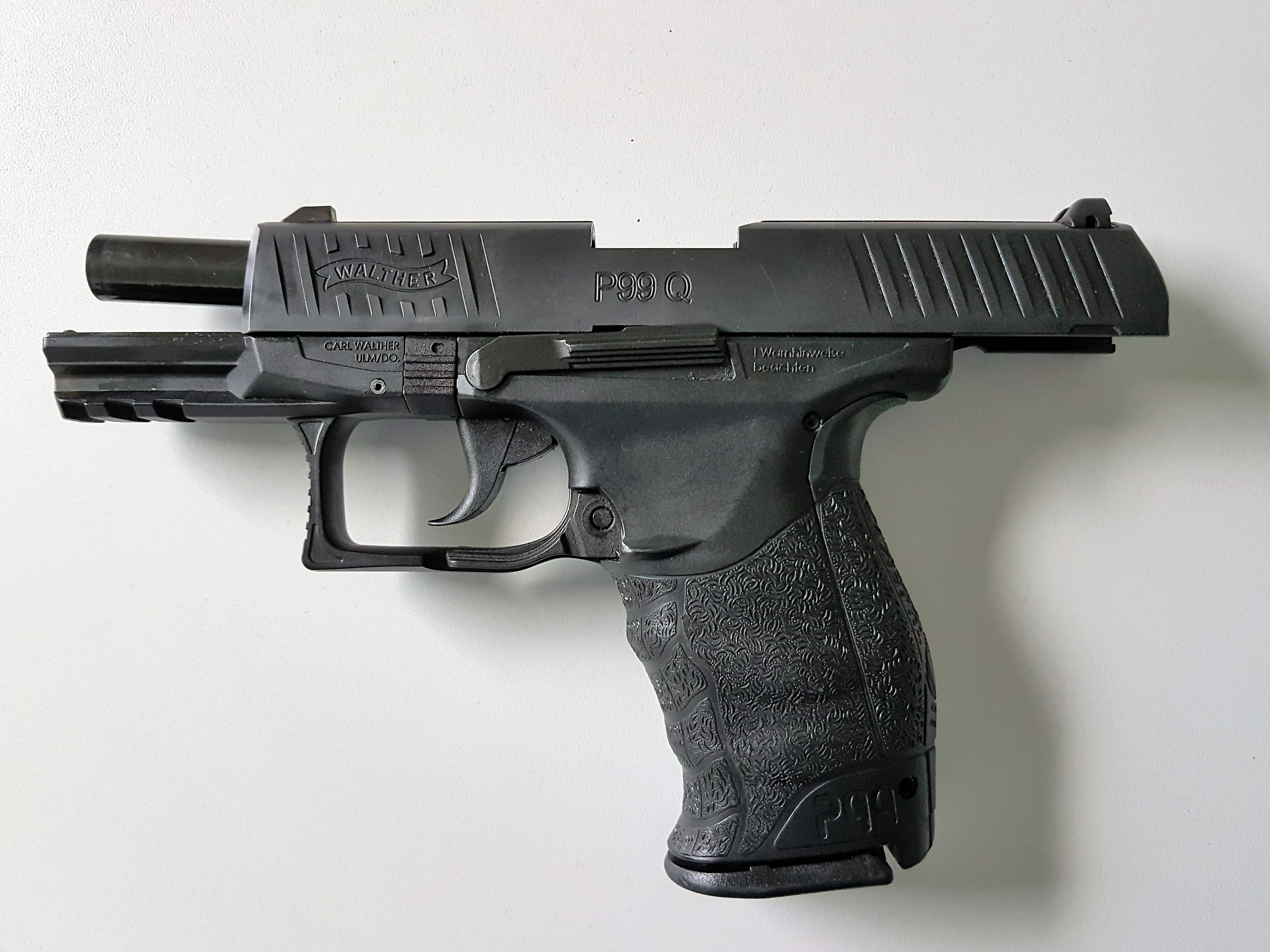
Die Walther P99Q mit arretiertem Verschluss

- Die Anschaffung von 42.000 P99 DAO (Double Action Only) für die Polizei in Nordrhein-Westfalen wurde 2005 beschlossen.[3]
- Im Jahr 2008 beschlossen die Polizeien der Länder Bremen, Hamburg und Schleswig-Holstein die Einführung einer neuen Dienstpistole, um die Sig Sauer P225 abzulösen. Die Entscheidung fiel zu Gunsten der Walther P99Q aus, von der für die Polizeien der drei Länder insgesamt 18.000 Stück bestellt wurden.[4]
- Die Polizei des Landes Rheinland-Pfalz begann seit Januar 2010, ihre ca. 9.000 waffentragenden Polizeibeamten auf eine Version der Walther P99 umzustellen. Bei der rheinland-pfälzischen Polizei ist die Version P99Q derzeit in Verwendung. Durch die Einführung der P99Q wurde die 1979 eingeführte Walther P5 abgelöst.[5]
- Die Polizei der Niederlande beschaffte insgesamt 49.000 P99Q-NL. Diese mussten ab 2016 nachgebessert werden.[6]
- Walther-Pistolen (Modell P99Q) wurden ab Ende Februar 2014 an das estnische Polizei- und Grenzschutzamt geliefert, nachdem die P99Q eine europaweite Ausschreibung gewinnen konnte.[7]

## Trivia
Der fiktionale britische Geheimagent James Bond verwendet eine Walther P99 seit dem Film „Der Morgen stirbt nie“, in dem ihn der chinesische Geheimdienst mit dieser Schusswaffe ausstattet. In vorherigen Filmen war er stets mit der Walther PPK ausgestattet.